# 4-(1-吡咯烷基)吡啶
4-(1-吡咯烷基)吡啶是一种有机化合物，化学式为(CH2)4NC5H4N，是白色固体。它的碱性（pKa = 9.58）比4-二甲氨基吡啶（pKa = 9.41）更强而被研究者关注。它常用作碱催化剂。
它可由吡咯烷和4-氯吡啶在碳酸铯存在下、铜/α-甲基葡萄糖甙的催化下于二甲基亚砜水溶液中110 °C加热反应制得；这一反应也可由硝酸锌催化、在乙腈中进行。